# فاتسیولی

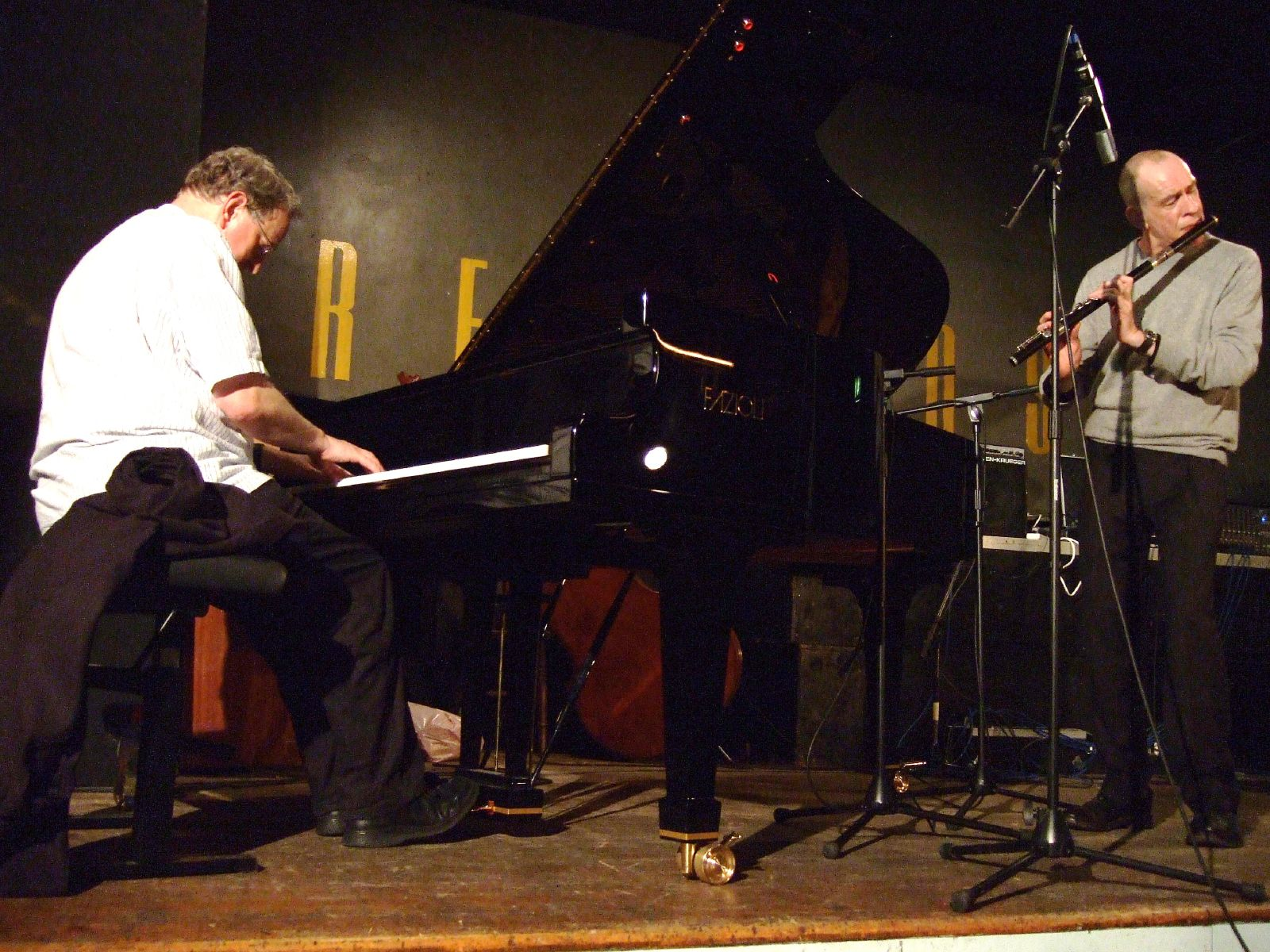
فاتسیولی

فاتسیولی (به ایتالیایی: Fazioli) سازندهٔ بسیار معتبر ایتالیایی پیانوهای دست‌ساز است. شرکت فاتسیولی در سال ۱۹۸۱ میلادی، توسط پائولو فاتسیولی در ساچیله، ایتالیا تأسیس شد.